# Fernando Clavijo
Fernando Caetano Clavijo Cedrés (Maldonado, 23 de janeiro de 1956 – Fort Lauderdale, 8 de fevereiro de 2019) foi um ex-futebolista e técnico de futebol estadunidense nascido no Uruguai.

## Carreira em clubes
Iniciou a carreira no Atenas, em 1972, tendo jogado pela equipe até 1979, quando mudou-se para os Estados Unidos. Lá, defendeu NY Apollo/United, New York Arrows, Golden Bay Earthquakes (atual San José Earthquakes), San Diego Sockers, Los Angeles Lazers e St. Louis Storm (os três últimos no futebol indoor), onde pendurou as chuteiras em 1992.

## Seleções de futebol e futsal dos EUA
Pela Seleção dos EUA, Clavijo fez sua estreia em 1990, mas foi esquecido por Bob Gansler na convocação para a Copa de 1990. Participou da campanha vitoriosa da Copa Ouro da CONCACAF de 1991, da Copa Rei Fahd de 1992 (embrião da Copa das Confederações) e do vice-campeonato da Copa Ouro da CONCACAF de 1993.
O último torneio como atleta foi a Copa de 1994, realizada em território norte-americano. Aos 38 anos, foi o jogador mais velho do elenco e o terceiro mais experiente da competição, atrás dos camaroneses Roger Milla e Joseph-Antoine Bell. Despediu-se da Seleção no jogo das oitavas-de-final contra o Brasil.
Em 1992, disputou 8 jogos pela Seleção de Futsal dos EUA, marcando 2 gols.

## Carreira de treinador
Clavijo iniciou a carreira de treinador em 1991, comandando o St. Louis Storm, um ano antes de pendurar as chuteiras em nível clubístico. 
Depois de trabalhar em outras equipes (com destaque para as seleções da Nigéria - onde foi auxiliar-técnico - e do Haiti, além do New England Revolution), foi em sua passagem pelo Colorado Rapids, entre 2005 e 2008, que - ex-jogador tornaria-se um dos melhores treinadores da história do time: foram 43 vitórias, juntamente com outras 55 derrotas e 26 empates. 
Seu último trabalho como treinador foi no Miami FC (atual Fort Lauderdale Strikers), em 2009. 
Fernando Clavijo faleceu aos 63 anos, em 8 de fevereiro de 2019, em decorrência de um mieloma múltiplo.